# 창원중앙고등학교
창원중앙고등학교(昌原中央高等學校)는 대한민국 경상남도 창원시 성산구 용호동에 있는 공립 고등학교이다.

## 학교 연혁
- 1983년 12월 30일 : 학교 설립인가(21학급)
- 1984년 3월 8일 : 개교 및 입학식(초대 교장 김태형)
- 1987년 2월 14일 : 제1회 졸업식(졸업생 543명)
- 2002년 5월 27일 : 신관 개관
- 2012년 11월 1일 : 자율형공립고등학교 지정 (2013.03.01.~2018.02.28.)
- 2014년 10월 8일 : 개교 30주년 기념식 및 『창원중앙고 30년사』 발간, 사이버역사관 개관
- 2015년 7월 9일 : 龍德館(다목적 강당) 개관
- 2020년 9월 1일 : 제17대 신현국 교장 부임
- 2023년 2월 9일 : 제37회 졸업장 수여식(졸업생 누계 16,372명)
- 2023년 3월 2일 : 제40회 신입생 입학식(재학생 27학급 623명)

## 참고 자료
- 창원중앙고등학교 - 한국교육학술정보원 학교알리미